# 中里実

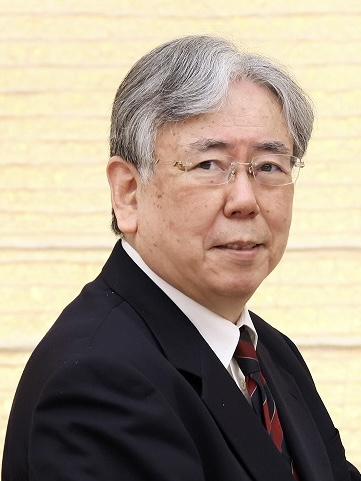
2021年11月12日、首相官邸にて

中里 実（なかざと みのる、1954年〈昭和29年〉7月28日 - ）は、日本の法学者、東京大学名誉教授、元政府税制調査会会長。租税法、財政法、法と経済学を専門とする。金融取引の国際課税についても詳しい。

## 略歴
埼玉県出身。中学生の時に、税務署・全国納税貯蓄組合連合会の作文コンテストで表彰されたことをきっかけに、税制に興味を持つ。埼玉県立浦和高等学校在学中の1972年に、AFSの交換プログラムでアメリカの高校に留学し、卒業後、1973年に帰国して、1974年に浦和高等学校を卒業して、1978年に東京大学法学部卒業。大学では、法学部助手として、租税法の大家である金子宏に師事した。一橋大学法学部助教授、1995年に東京大学大学院法学政治学研究科助教授等を経て、1997年より東京大学大学院法学政治学研究科教授。2004年8月より2005年3月まで、ハーバード・ロー・スクール (HLS) 客員教授。2020年3月、東京大学を定年退職し、西村高等法務研究所の理事に就任。
2000年、政府税制調査会の特別委員となる。2012年には、海外からインターネットで配信されるサービスへの消費税課税について検討する財務省の研究会の座長を務めた。2013年6月から2024年1月まで政府税制調査会の会長を務めた。また、2012年10月より租税法学会理事長、2014年3月よりハーバード・ロースクール日本同窓会会長、2015年4月より関税等不服審査会会長も務めている。2017年4月、紫綬褒章を受章。

## 叙位・叙勲
- 2017年4月 - 紫綬褒章受章[4]。

## 研究分野
主な研究分野は、租税法、財政法及び法と経済学。租税法、財政法の法制度について、経済学の手法を用いた分析を行うと同時に、金融取引の課税、国際課税の分野で研究を行っている。租税法の分野に法と経済学の方法論を導入した一人で、金融取引の課税理論を発展させている。
また、ハーバード・ロースクールのJ・マーク・ラムザイヤー教授と、かなりの数の著書・論文を共著で出版している。

## 著作

### 単著
- 『国際租税法上の諸問題』総合研究開発機構〈NIRA経済政策研究シリーズ 11〉、1985年6月。ISBN 9784795500129。
- 『国際通信をめぐる課税問題の一端 企業の多国籍化と法』総合研究開発機構〈NIRA研究叢書 No.890034〉、1989年8月。ISBN 9784795500211。
- 『国際取引と課税 課税権の配分と国際的租税回避』有斐閣、1994年2月。ISBN 9784641045927。
- 『金融取引と課税 金融革命下の租税法』有斐閣、1998年10月。ISBN 9784641128477。
- 『キャッシュフロー・リスク・課税』有斐閣、1999年11月。ISBN 9784641128682。
- 『タックスシェルター』有斐閣、2002年6月。ISBN 9784641129115。
- 『デフレ下の法人課税改革』有斐閣、2003年1月。ISBN 9784641129191。
- 『財政と金融の法的構造』有斐閣、2018年3月。ISBN 9784641227156。
- 『租税史回廊』税務経理協会、2019年11月。ISBN 9784419066574。
- 『租税法の潮流』 第1巻、税務経理協会、2021年4月。ISBN 9784419067755。
- 『租税法の潮流』 第2巻、税務経理協会、2021年10月。ISBN 9784419068103。
- 『法人税の研究』有斐閣〈租税法論集 1〉、2021年12月。ISBN 9784641228054。
- 『租税法の潮流』 第3巻、税務経理協会、2022年3月。ISBN 9784419068639。
- 『租税法の潮流』 第4巻、税務経理協会、2022年8月。ISBN 9784419068684。
- 『所得税の研究』有斐閣〈租税法論集 2〉、2022年12月。ISBN 9784641228382。
- 『課税理論の研究』有斐閣〈租税法論集 3〉、2023年12月。ISBN 9784641228559。

### 編集
- 『政府規制とソフトロー』有斐閣〈ソフトロー研究叢書 第3巻〉、2008年3月。ISBN 9784641010024。

### 共著
- J. Mark Ramseyer; Minoru Nakazato (1999). Japanese law : an economic approach. University of Chicago Press. ISBN 9780226703848
- J・マーク・ラムザイヤー、長谷部恭男、宇賀克也、中里実、川出敏裕、大村敦志、松下淳一、神田秀樹、荒木尚志、白石忠志『アメリカから見た日本法』有斐閣、2019年10月。ISBN 9784641125919。

### 共編
- 中山信弘・中里実 編『東京大学ビジネスローセンター公開講座 ビジネスローの新たな動向』商事法務、2009年5月。ISBN 9784785716509。
- 中里実・弘中聡浩・渕圭吾・伊藤剛志・吉村政穂 編『租税法概説』有斐閣、2011年11月。ISBN 9784641131026。
  - 中里実・弘中聡浩・渕圭吾・伊藤剛志・吉村政穂 編『租税法概説』（第4版）有斐閣、2021年12月。ISBN 9784641228191。
- 中里実・増井良啓 編『租税法判例六法』有斐閣、2013年7月。ISBN 9784641001107。
  - 中里実・増井良啓・渕圭吾 編『租税法判例六法』（第5版）有斐閣、2021年8月。ISBN 9784641001572。
- 金子宏・中里実・J・マーク・ラムザイヤー 編『租税法と市場』有斐閣、2014年7月。ISBN 9784641131668。
- 金子宏・中里実 編『租税法と民法』有斐閣、2018年11月。ISBN 9784641227545。

### 編集代表
- 中里実・米田隆・岡村忠生 編『現代租税法講座』 第1巻、金子宏監修、日本評論社、2017年6月。ISBN 9784535065079。
- 中里実・米田隆・岡村忠生 編『現代租税法講座』 第2巻、金子宏監修、日本評論社、2017年6月。ISBN 9784535065086。
- 中里実・米田隆・岡村忠生 編『現代租税法講座』 第3巻、金子宏監修、日本評論社、2017年6月。ISBN 9784535065093。
- 中里実・米田隆・岡村忠生 編『現代租税法講座』 第4巻、金子宏監修、日本評論社、2017年8月。ISBN 9784535065109。
- 山下友信・宇賀克也・中里実 編『六法全書』 平成30年版、有斐閣、2018年3月。ISBN 9784641104785。
- 宇賀克也・中里実・長谷部恭男・佐伯仁志・酒巻匡 編『有斐閣判例六法Professional』 平成31年版、有斐閣、2018年11月。ISBN 9784641004191。
- 山下友信・宇賀克也・中里実 編『六法全書』 平成31年版、有斐閣、2019年3月。ISBN 9784641104792。
- 中里実・長谷部恭男・佐伯仁志・酒巻匡・大村敦志 編『有斐閣判例六法Professional』 令和2年版、有斐閣、2019年11月。ISBN 9784641004207。
- 山下友信・宇賀克也・中里実 編『六法全書』 令和2年版、有斐閣、2020年3月。ISBN 9784641104808。

### 共編著
- 水野忠恒、中里実、日進会『金融ビッグバンと税理士の役割』中央経済社、1998年11月。ISBN 9784502769849。
- 中里実、石黒一憲『電子社会と法システム』新世社〈ライブラリ電子社会システム 3〉、2002年10月。ISBN 9784883840458。
- 中里実、神田秀樹『ビジネス・タックス 企業税制の理論と実務』有斐閣、2005年10月。ISBN 9784641129757。
- 中里実、太田洋、弘中聡浩、宮塚久『国際租税訴訟の最前線』有斐閣、2010年7月。ISBN 9784641130784。
- 中里実、太田洋、弘中聡浩、宮塚久『移転価格税制のフロンティア』有斐閣〈西村高等法務研究所理論と実務の架橋シリーズ〉、2011年7月。ISBN 9784641130968。
- 中里実、太田洋、伊藤剛志、北村導人『タックス・ヘイブン対策税制のフロンティア』有斐閣〈西村高等法務研究所理論と実務の架橋シリーズ〉、2013年10月。ISBN 9784641131477。
- 中里実、太田洋、伊藤剛志、北村導人『クロスボーダー取引課税のフロンティア』有斐閣〈西村高等法務研究所理論と実務の架橋シリーズ〉、2014年12月。ISBN 9784641131705。
- 中里実、太田洋、伊藤剛志『BEPSとグローバル経済活動』有斐閣〈西村高等法務研究所理論と実務の架橋シリーズ〉、2017年11月。ISBN 9784641227279。
- 中里実、渕圭吾、吉村政穂『信託課税研究の道標』有斐閣、2019年12月。ISBN 9784641227705。
- 中里実、太田洋、伊藤剛志『デジタルエコノミーと課税のフロンティア』有斐閣〈西村高等法務研究所理論と実務の架橋シリーズ〉、2020年12月。ISBN 9784641227910。
- 中里実、藤谷武史『租税法律主義の総合的検討』有斐閣、2021年12月。ISBN 9784641228085。

### 監修
- 日進会 編『21世紀の税理士事務所 「国際化」「コンピュータ化」「電子申告」に備えて』水野忠恒・中里実監修、税務経理協会、1997年7月。ISBN 9784419027971。
  - 日進会 編『21世紀の税理士事務所』水野忠恒・中里実監修（改訂版）、税務経理協会、1999年8月。ISBN 9784419033392。